# V705 Андромеды
V705 Андромеды (лат. V705 Andromedae) — двойная затменная переменная звезда типа W Большой Медведицы (EW) в созвездии Андромеды на расстоянии приблизительно 710 световых лет (около 218 парсеков) от Солнца. Видимая звёздная величина звезды — от +11,4m до +11,12m. Орбитальный период — около 0,3547 суток (8,512 часов).

## Характеристики
Первый компонент — жёлтый карлик спектрального класса G. Радиус — около 1,41 солнечного, светимость — около 1,336 солнечной. Эффективная температура — около 5233 K.
Второй компонент — жёлтый карлик спектрального класса G.